# 麹塵袍

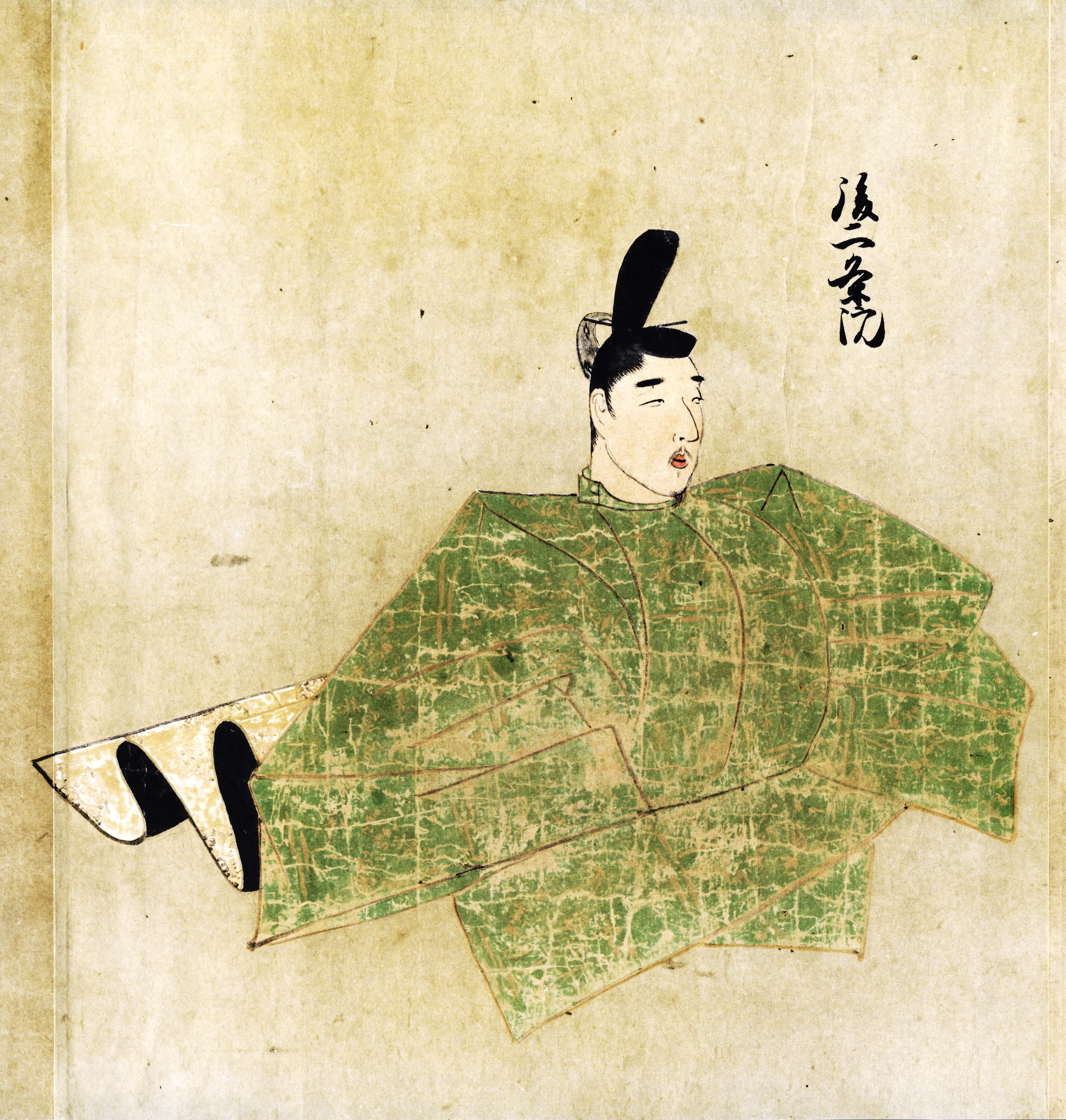
麹塵袍を着た後二条院の肖像（『天子摂関御影』、14世紀前半以前）

麴塵袍（きくじんのほう）は、天皇が臨時祭の庭座、賭弓、弓場始など小儀の際に着用する束帯装束の、麹塵色の袍のことである。青色袍（あおいろのほう）、青白橡袍（あおしらつるばみのほう）等とも言う。
「麹塵」はコウジカビの菌糸の色と言われ、古くは『周礼』の王后の六服の一つ「鞠衣」の古注に、これは「黄桑服で、色は鞠塵（麹塵）のようであり、桑の葉の生えはじめを象っている」とあり、中国においては黄色系の色であったと言われる。日本では平安時代の9世紀末から用例が見られるが、遅くとも10世紀半ばの『西宮記』の頃には、「青白橡」（あおしろつるばみ）と同色とみなされ、青（緑）系の色であった。麹塵の色を単に「青色」とも言い、後にはヤマバトの色と近いことから、「山鳩色」とも呼ばれた。

## 着用例
平安時代前期以降、天皇・皇太子・上皇・臣下の着用例が見られた。特に正月内宴・野行幸では天皇が赤白橡、臣下が青白橡を着用する例が見られ、男踏歌の袍に着用されるなど、晴の儀式において位階にかかわりなく着用したものと思われる。平安時代後期に入るとこれらの儀式も衰退し、臣下がそろって着用するということも無くなった。

### 天皇の着用例
平安時代後期以降の例によると、天皇は賀茂・石清水臨時祭次度出御など限られた機会に着用している。
室町時代初期の書によると、文様は黄櫨染御袍と同様の桐竹鳳凰文であり、文様を織ってから後染めした。
臨時祭が中絶した室町時代後期に断絶したが、江戸時代の臨時祭復興に際し再興された。
これ以降、文様は黄櫨染御袍とまったく同形同大の、経（縦糸）緑緯（ぬき糸）黄の先染めの固織物を使用、一般の袍が近世中期以後生地の裏面を表に使うのに対し、青色御袍では表面を表に用いる。裏地は山科家が黄平絹を、高倉家が蘇芳平絹をそれぞれ用いた(『旧儀御服記』宮内庁書陵部所蔵)。夏も紗を用いず、冬と同様の固織物とし、単に仕立てた。

### 皇太子の着用例
皇太子は読書始に着用し、近世の例では黄丹袍と同様の鴛鴦丸文の経緑緯黄の浮織物とした。
近世の早い時期において、後述の蔵人の麹塵袍と同様の牡丹唐草に尾長鳥文浮織の生地の袍に共裂の帯を、天皇・東宮が着用していることが遺品から判っている。

### 上皇の着用例
上皇は平安時代後期から鎌倉時代に、天皇の行幸を迎える時などに着用した。
近世では菊唐草の経緑緯黄の生地が用いられ、赤色袍や橡（つるばみ－黒）袍とともに調進例がある。

### 臣下の着用例
臣下の着用例としては、六位蔵人の使用が代表的なものである。
中世以降、牡丹唐草に尾長鳥の文様の浮織物が用いられた。
平安時代後期には束帯・布袴・衣冠ともに着用したが(『侍中群要』ほか)、近世ではもっぱら束帯に着用した。
近世には六位蔵人の布袴や衣冠の着用自体がまれになり束帯での出仕が普通になったからである。
中世には、4人の六位蔵人のうち、行幸では3人まで着用できるなどの慣例があったが(『装束雑事抄』)、これも近世では極臈（六位蔵人の首席）一人のみが着用した。
なお、天皇・上皇が麹塵袍を着用している時は、蔵人は遠慮して麹塵袍を着用しなかった。
また、近世では慶安の朝覲行幸では大臣の着用例がある。
近代に至り、臨時祭の廃止により天皇が着用しなくなり、六位蔵人の制もなくなったため、現在では着用されていない。